# Patrick Gordon
Patrick Leopold Gordon of Auchleuchries (* 31. März 1635; † 29. November 1699) war ein schottischer General der russischen Armee.

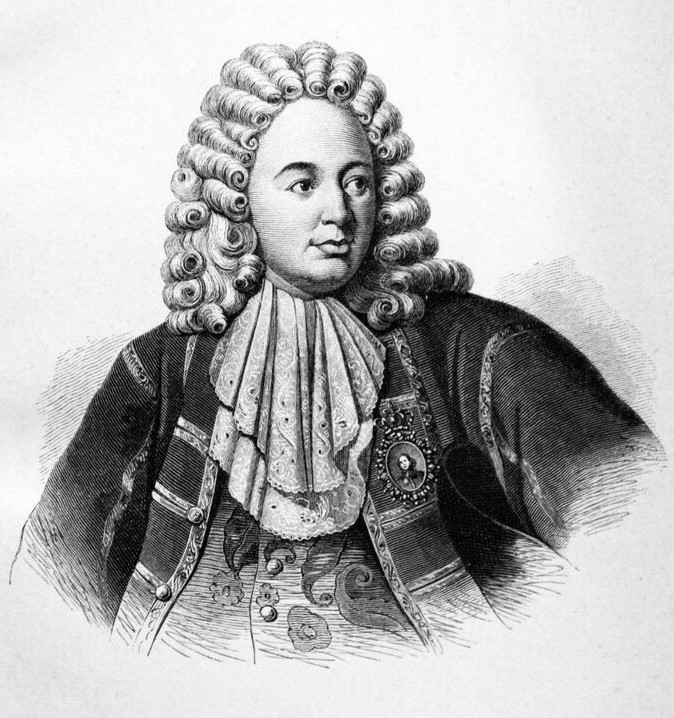
Patrick Gordon

## 1635–1653
Patrick entstammte der Nebenlinie Gordon of Auchleuchries des schottischen Clan Gordon und war ein jüngerer Sohn des James Gordon, 5. Laird von Auchleuchries in Aberdeenshire. Seine Familie war katholisch und er erhielt seine grundlegende Bildung in den Schulen der Kirchengemeinden von Cruden und Ellon. Aus religiösen Gründen weigerte er sich, eine Universität in Schottland zu besuchen und verließ 1651 seine schottische Heimat in Richtung Danzig. Von hier fuhr er über Königsberg nach Braunsberg (Ermland, damals zu Polen gehörig), wo er seine Studien im Jesuitenkolleg des Lyceum Hosianum fortsetzte. Seinem Tagebuch ist zu entnehmen, dass zu dieser Zeit einige Schotten in Preußen lebten. Doch das strikte Leben im Kolleg entsprach nicht seinen Vorstellungen, und so entschloss er sich, nach Schottland zurückzukehren.

## 1653–1655
1653 verließ Patrick Gordon das Jesuitenkolleg in Braunsberg in Richtung Danzig. Auf dem Weg dorthin berichtet er in seinem Tagebuch von einer merkwürdigen Begegnung mit einem alten Mann, der ihm Mut zusprach – eine Art Gotteserfahrung. In Kulm hörte er, dass der polnische Magnat Janusz Radziwiłł eine schottische Leibgarde habe, wo er sicherlich Anstellung fände.
Im Jahre 1654 machte sich Gordon auf den Weg zu Janusz Radziwill. Nachdem er den Magnaten nicht antraf, reiste er nach Posen, um von hier jetzt doch nach Schottland zurückzukehren. Hier begegnete er einigen Landsleuten und dem polnischen Edelmann Opaliński. Letzterer lud ihn ein, mit ihm nach Deutschland zu reisen. Gordon, der von seinen Landsleuten finanziell unterstützt wurde, reiste nun mit Opalinski nach Deutschland.

## 1655–1662
Im Februar 1655 traf er in Hamburg ein, wo er sich von Opalinski trennte. Durch schwedische Werber erfuhr er, dass ein Mitglied seines Clans Rittmeister im schwedischen Heer war. Er trat daraufhin in schwedische Dienste ein wurde im Zweiten Nordischen Krieg in Polen eingesetzt. Seine Eindrücke über die strenge Disziplin und das Leben im schwedischen Heer sind wichtige Quellen für die Geschichte dieses Feldzuges. 1656 wurde er zum ersten Mal gefangen genommen und gezwungen, in polnische Dienste einzutreten. In den folgenden Jahren wurde er mehrfach gefangen genommen und wechselte häufiger den Dienstherrn.
So diente er im Jahr 1661 unter dem polnischen Magnaten Jerzy Sebastian Lubomirski, als der Krieg zwischen Polen und Russland mit der Niederlage der Truppen des Zaren bei Tschudnow, Mogiljow und Ljubar vorläufig endete. Als ein Angebot des Botschafters des Habsburger Kaisers, als Hauptmann in österreichische Dienste zu treten, nicht zustande kam, nahm Patrick Gordon eine Offerte des russischen Botschafters an und trat 1661 in den Dienst des russischen Zaren Aleksei I. Zusammen mit anderen Landsleuten und weiteren Westeuropäern sollte Patrick Gordon die russischen Truppen ausbilden. Doch fand er sich mit der komplizierten Situation am Zarenhof nicht zurecht und entschloss sich gegen Ende des Jahres 1661, Russland wieder zu verlassen. Dies wurde ihm nicht erlaubt.

## 1662–1699

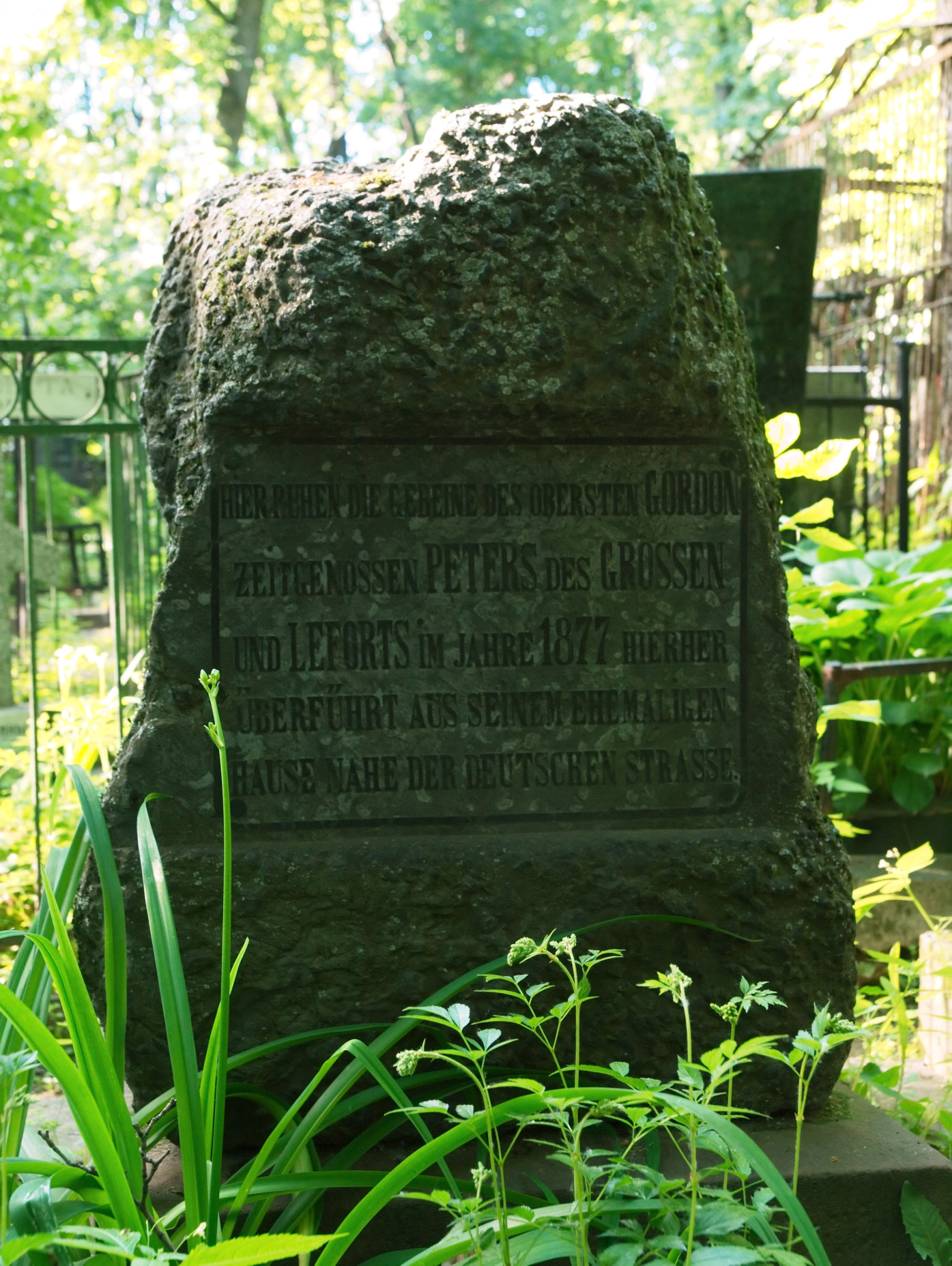
Grabstein von Patrik Gordon mit Deutscher Inschrift aus dem Jahr 1877

Er zeichnete sich in den Feldzügen gegen die Türken und Krimtartaren aus, war längere Zeit Kommandant von Kiew, wurde 1687 General und gewann seit 1689 hohen Einfluss auf Peter den Großen, dessen Heere er mit François Le Fort auf europäische Art ausbildete, und dessen Bemühungen, die Alleinherrschaft zu gewinnen, er kräftig unterstützte. Im Türkenkrieg 1696 leitete er als Kommandierender General die Operationen und eroberte die Festung Asow. Während Peters erster Auslandsreise Gouverneur von Moskau, unterdrückte er den Zweiten Aufstand der Strelitzen.
Zum Ende seines Lebens war Gordon schwer krank und wurde immer wieder von Zar Peter besucht. Dieser soll, während er starb, seine Hand gehalten und ihm die Augen geschlossen haben.

## Das Tagebuch
General Gordon führte ein Tagebuch in englischer Sprache. Das Original wurde in den Archiven des russischen Außenministeriums aufbewahrt. Es wurde von Moritz Posselt ins Deutsche übersetzt und in mehreren Teilen veröffentlicht (1. Teil 1849 in Moskau, 2. Teil 1851 in St. Petersburg 3. Teil 1853 ebenfalls in St. Petersburg).

## Familie
Patrick Gordon war zweimal verheiratet. Zunächst seit 26. Januar 1665 mit Katherine von Bockhoven († vor 10. Oktober 1682). Das Paar hatte folgende Kinder:
- Katherine Elizabeth (* 25. November 1665; † 1739), ⚭ (1) 1680 Oberst Strassburg, ⚭ (2) 15. Februar 1698 General Alexander Gordon (1670–1752), als Biograph von Peter dem Großen bekannt (The History of Peter the Great, Emperor of Russia.);
- James (1668–1722) wurde 1722 als erster Einwohner Russlands Ritter des Malteserordens;
- John († vor 1712) ⚭ 27. August 1692 Elizabeth Grant († vor 1724).

In zweiter Ehe war er mit Elizabeth Barloe von Roonaer verheiratet. Das Paar hatte folgende Kinder:
- Theodore (* 14. Februar 1681), ab 1709 Oberst im Regiment Butirsky seines Vaters;
- George Stephen (* 27. Dezember 1682; † 1. November 1684);
- Janet (* 24. März 1690), stirbt als Kind;
- Peter (* 3. Juni 1691; † November 1695);
- George Hilarius (* 10. September 1693; † 7. März 1694);
- Mary (?), ⚭ (1) 23. September 1690 Daniel Crawford († 1691), ⚭ (2) 1692 Carl Snivius († 15. Februar 1698).

Zudem adoptierte er Anna Catharine von Straßburg, die ursprünglich aus Irland stammte. Sie heiratete den polnischen Generalleutnant Georg-Dietrich von Puttkamer.